# Gulli
Gulli, abbreviativo di Gulliver, è un canale televisivo francese di proprietà di M6 (che lo ha rilevato da Lagardère Active, divisione televisiva del gruppo Lagardère). La sua programmazione è interamente dedicata a cartoni animati e programmi per bambini.
Essa è diffusa attraverso la televisione digitale terrestre in Francia e nei paesi confinanti, ed anche via satellite sui satelliti Hotbird ed Astra, codificata ed usufruibile rispettivamente con le paytv BIS Televisions e CanalSat.

## Serie TV
- A.D.O.S.
- Arthur à New York
- Bayside School
- Being Erica
- Black Hole High
- C moi qui régale
- Cash ou Tache
- Classe Croisière
- Clue
- Chica vampiro
- Dans ma télécabine
- Diff'rent Strokes
- Dr. Quinn, Medicine Woman
- Due gemelle e un maggiordomo
- Due gemelle e una tata
- L'École des fans
- L'école des sorciers
- Essere Indie
- I Finnerty
- Fort Boyard
- Geni per caso
- Guinevere Jones
- Gu'Live
- Gulli Mag
- Heartland
- Hellcats
- Hercules
- iCarly
- I Dream
- L'Instit
- Intervilles Juniors
- In ze boîte
- Jamie Oliver's Food Revolution
- La cuisine avec Luis
- Majority Rules!
- Make It or Break It - Giovani campionesse
- Il magico regno delle favole
- Le tour du monde en 40 questions
- Live to dance
- Lois & Clark - Le nuove avventure di Superman
- Madame la Proviseur
- Ma famille déchire
- Mes tubes en signes
- Merlin
- La mia babysitter è un vampiro
- Mission: Impossible
- Mlle Joubert
- Il mondo di Patty
- Mr. Bean
- Les parents
- Parents, un jeu d'enfant
- Les petits aventuriers de l'Amazone
- Les petits aventuriers de l'Arctique
- Les petits aventuriers du désert
- Les petits aventuriers de la jungle
- Plus belle la vie
- Popular Mechanics for Kids
- Portrait de familles
- Power Rangers Samurai
- Power Rangers Super Megaforce
- Power Rangers Super Samurai
- Le prix Gulli du roman
- Prove It!
- Qui l'a lu ?
- Rivaux mais pas trop
- Sabrina vita da strega
- Sister, Sister
- Rivaux mais pas trop
- Step by Step
- Sudoku TV
- Terapia d'urto
- Tesoro, mi si sono ristretti i ragazzi
- The Elephant Princess
- The Saddle Club
- Trop fort l'animal
- Total Wipeout - Pronti a tutto!
- Ugly Betty
- Un chef à ma porte
- Un et un font six
- Un lupo mannaro americano a scuola
- Una mamma per amica
- Victorious
- Vita da strega
- Wazup?
- Willy il principe di Bel-Air
- Xena: Warrior Princess
- Zone non fumeur

## Cartoni animati

### Serie attualmente in onda
- A casa dei Loud
- Alvinnn!!! e i Chipmunks
- Ben 10
- Beyblade Burst
- Blake sotto assedio!
- Boy Girl Dog Cat Mouse Cheese
- Bubiloons
- I Casagrande
- Cry Babies Magic Tears
- Dino Ranch
- "Doodle Toons"
- The Garfield Show
- Kingdom Force
- Legends of Spark
- Lego Masters
- Mamma, Jamie ha i tentacoli!
- I minipaladini
- Monster Buster Club
- Ninja Express
- Oggy e i maledetti scarafaggi
- Pokémon
- Polly Pocket
- Ricky Zoom
- SheZow
- Le Sisters
- Spirit: Avventure in libertà
- Trollhunters - I racconti di Arcadia
- Totally Spies!
- Zig & Sharko

- Adventure Time
- Ai confini dell'universo
- Air Academy
- Aiuto! Il mio sedere è impazzito
- Albert il quinto moschettiere
- Alla ricerca della Valle Incantata
- Angry Birds
- Alieni pazzeschi
- The Amazing Spiez!'
- Gli amici immaginari di casa Foster
- Animal Crackers
- Animaliens
- L'ape Maia
- L'apprendista Babbo Natale
- Ariol
- Astro Boy
- Gli Astromartin
- Atomic Betty
- Le avventure di Chuck & Friends
- B-Daman Crossfire
- Bakugan - Battle Brawlers
- La Banda dei Super Cattivi
- Bandes de Sportifs!
- Barbie
- Barnyard - Ritorno al cortile
- The Baskervilles
- Beyblade Metal Fusion
- Beyblade Metal Masters
- BeyWheelz
- Bibi Blocksberg
- Bienvenue chez les Jolipré
- Blazing Dragons
- Bonne nuit les petits
- Bouge avec les Zactifs!
- Bugsted
- Calimero
- Camp Lazlo
- C'era una volta l'uomo
- C'era una volta... la Terra
- Cédric
- Célestin
- Chaotic
- Che drago di un drago
- Corneil e Bernie
- Creepschool
- La crescita di Creepie
- Cuccioli cerca amici - Nel regno di Pocketville
- The DaVincibles
- Devine Quoi?
- Dinofroz
- Dinosaur King
- Donkey Kong Country
- Doug
- Due fantagenitori
- En grande forme
- Les Enquêtes de Geleuil et Lebon
- Esprit fantômes
- Ever After High
- Extreme Ghostbusters
- Fish'n Chips
- Il fiuto di Sherlock Holmes
- La foresta dei sogni
- Four Eyes!
- Fracasse
- Fragolina Dolcecuore
- Franky Snow
- Frog
- Galactik Football
- Il gatto di Frankenstein
- Gawayn
- Le Geste Ecolo de Gulli
- Gormiti Nature Unleashed
- Grand-mère est une sorcière
- Grandi uomini per grandi idee
- Grojband
- Hero 108
- Hi Hi Puffy AmiYumi
- Hubert e Takako
- Imbarchiamoci per un grande viaggio
- Inazuma Eleven
- I.N.K. Invisible Network Of Kids
- L'ispettore Gadget
- Invizimals
- Jelly Jamm
- Johnny Test
- Jumanji
- Kassai e Leuk
- Kobushi
- La noiraude
- Il laboratorio di Dexter
- Lady Oscar
- Lanfeust Quest
- The Last Reservation
- La leggenda del drago
- Léonard
- Lil' Elvis and the Truckstoppers
- The Life and Times of Juniper Lee
- Linus et Boom
- Littlest Pet Shop
- Lola & Virginia
- Looped - È sempre lunedì
- Lovely Sara
- Lucky Luke
- Magician - La giustizia non è un trucco
- Mamma Mirabelle
- Marcelino
- Martin Mystère
- Matt & Manson
- Matt Hatter Chronicles
- Max Steel
- Maya & Miguel
- Mia and Me
- Mia's Big Adventure Collection
- Mila e Shiro - Due cuori nella pallavolo
- Il mio amico Rocket
- Mission Odyssey
- Mixels
- Monk Little Dog
- Monster High
- Mot
- Mostri contro alieni
- My Little Pony - L'amicizia è magica
- The Mysterious Cities of Gold
- Nexo Knights
- Nome in codice: Kommando Nuovi Diavoli
- Gli orsetti del cuore - Benvenuti a Tantamore
- Orson et Olivia
- P'tit Cosmonaute
- Pac-Man e le avventure mostruose
- Panshel
- La Pantera Rosa
- Patrol 03
- Peppa Pig
- Percy's Tiger Tales
- Petit Creux
- Petit Vampire
- Pirati si nasce
- Pokémon
- La Princesse du Nil
- Principesse sirene - Mermaid Melody
- Piccolo grande Timmy
- Pound Puppies
- I Puffi (serie animata 1981)
- Quella scimmia del mio amico
- Ralf the Record Rat
- Ratti matti
- Raymond
- Redwall
- Rekkit Rabbit
- The Rich Morning Show
- Ripley's Believe It or Not The Animated Series
- Riscopriamo le Americhe
- Robinson Bignè
- Robocar Poli
- Robotboy
- Rosie
- Rudolf
- Rupert Bear
- Sabrina: La mia vita segreta
- SamSam
- Samson et Néon
- Scan2Go
- SheZow
- Shuriken School
- Siamo fatti così
- Skunk Fu!
- Sky Dancers
- The Small Giant
- Sonic Boom
- SOS Croco
- Space Goofs
- The Spectacular Spiderman
- Spirou et Fantasio
- Spongebob
- La storia infinita
- Street Football - La compagnia dei Celestini
- Stuart Little
- Le Superchicche
- Super Why!
- T'es où Chicky?
- Tales of the Rue Broca
- Team Galaxy
- Telmo and Tula
- Tendres Agneaux
- Tenkai Knights
- Tex Avery Show
- Tom Story
- Transformers: Animated
- Transformers: Prime
- Transformers Rescue Bots
- Transformers: Robots in Disguise
- Tree Fu Tom
- Il trenino Thomas
- La tribu des timbrés
- Triple Z
- Tupu
- Un pizzico di magia
- Urmel
- Vampires, Pirates and Aliens
- Walibi
- Wheel Squad
- Winx Club
- Woody Woodpecker
- Xiaolin Chronicles
- Yu-Gi-Oh! Arc-V
- Yu-Gi-Oh! GX
- Yu-Gi-Oh!
- Zoli & Pokey
- Zombie Hotel
- Yo Gabba Gabba

## Curiosità
- L'emittente è stata visibile in chiaro su HotBird dalla fine del 2005 fino alla nascita della paytv BIS, della quale ora fa parte.